# Meata zabkai
Meata zabkai är en spindelart som beskrevs av Prószynski, Deeleman-Reinhold 20. Meata zabkai ingår i släktet Meata och familjen hoppspindlar. Inga underarter finns listade i Catalogue of Life.